# Sylvicola fenestralis
Sylvicola fenestralis ist eine Mücke innerhalb der Familie der Fenstermücken (Anisopodidae).

## Merkmale
Die Mücken haben eine Körperlänge von 4,5 bis 5,5 Millimetern. Ihr Körper ist rötlichgelb bis bräunlich gefärbt. Der Kopf ist schwärzlich gefärbt und grau bestäubt. Auf der Hinterseite ist er lang hellgelb behaart, unter dem Gesicht rötlich oder blass gelblich. Der Thorax ist rötlichbraun und trägt graubereifte Flecken sowie drei nahezu schwarze Streifen auf dem Mesonotum, von denen der mittlere etwas kürzer ist und hinten schmal ausläuft. Der Saugrüssel und die Palpen sind schwarzbraun, die Flügel sind braun gefleckt. Ihr Flügelmal (Pterostigma) ist mittig gelb, an den beiden Enden braun gefärbt. Die Flügelspitzen tragen einen braunen Fleck. Die Halteren sind gelblich. Die gelblichen Beine sind kurz schwarz behaart. Die Schenkel (Femora) der mittleren und hinteren Beine sind auf der vom Körper entfernten Seite verdunkelt, die Schenkel der hinteren Beine haben zudem einen dunklen Ring auf Höhe der Mitte. Die Tergite am Hinterleib sind hellbräunlich und tragen schwarze Binden auf ihrem Vorderrand. Die Sternite sind am Hinterrand hellgelb gesäumt. 

## Lebensweise und Verbreitung
Die Tiere kommen in Europa vor. Die Imagines sind ganzjährig zu beobachten und fliegen Lichtquellen an, weswegen sie häufig an Fenstern beobachtet werden können. Die Larven entwickeln sich in verfaulendem Pflanzenmaterial, wie etwa Kartoffeln, oder am Ausfluss von Baumwunden. 

## Belege